# Dvouproudový motor

Animace dvouhřídelového motoru.
A. Jedna hřídel (nízkotlaká část)
B. Druhá hřídel (vysokotlaká část)
C. Statické součásti
1. Vstupní ústrojí
2. Dmychadlo
3. Nízkotlaký kompresor
4. Vysokotlaký kompresor
5. Spalovací komora
6. Vysokotlaká turbína
7. Nízkotlaká turbína
8. Jádro trysky
9. Výstupní tryska

Dvouproudový motor (také turbodmychadlový) je druh leteckého motoru, který pracuje na podobném principu jako proudový motor, tedy na principu zákona o akci a reakci. Oproti proudovému motoru obsahuje navíc dmychadlo (ventilátor, angl. fan) a nízkotlaký kompresor, poháněné další turbínou.

## Popis funkce
Vzduch vstupující do motoru je nejprve stlačen dmychadlem. Jeho část (daná obtokovým poměrem) proudí do vysokotlaké části motoru, zbytek ji však obtéká tzv. obtokovým kanálem. Tah motoru je vyvolán účinkem obou proudů plynů. Na vstupu vysokotlaké části motoru se nachází nízkotlaký a vysokotlaký kompresor (s oddělenými souosými rotory), které vzduch stlačí a zvýší tím jeho teplotu pro co nejúčinnější zažehnutí. V této chvíli má již vzduch vhodnou teplotu i tlak, jeho pohyb je však příliš rychlý na to, aby mohl být efektivně zažehnut. Směřuje tedy do tzv. difuzoru, který vzduch zpomalí, ale zachová teplotu. Dále následují spalovací komory, v nichž dojde k přidání paliva a následnému zažehnutí, což způsobí obrovský nárůst objemu plynů. Spaliny procházejí přes turbíny vysokotlakého kompresoru a dmychadla, kterým předají větší část své energie. Poté opouštějí vysokotlakou část motoru a smísí se s obtokovým vzduchem. Většina tahu motoru s velkým obtokovým poměrem pochází z obtokového kanálu a je vyvolána dmychadlem.
Smísení výstupních proudů způsobí nižší teplotu výstupních plynů. Z konstrukčního hlediska se dvouproudové motory dělí na jednohřídelové (např. Snecma M53), dvouhřídelové (dvourotorové; viz obrázek dole, např. Pratt & Whitney JT9D) a tříhřídelové (třírotorové, např. Progress D-18T).
Skrz dvouproudový motor proudí výrazně více vzduchu než skrz proudové. Rychlost výstupních plynů je proto při stejném výkonu nižší. Dvouproudové motory jsou proto obvykle méně hlučné a mají nižší spotřebu (při nižší rychlosti lze totiž dosáhnout na výstupu lepšího poměru hybnost/energie, na němž záleží spotřeba energie na vyvolání jednotkového tahu). To je také důvod, proč jsou dnes téměř všechna dopravní letadla, ale i vojenské letouny, vybaveny těmito motory. Dvouproudové motory vojenských letounů mají většinou malý obtokový poměr a bývají vybaveny přídavným spalováním.

## Nastartování proudového motoru
Nastartování se provádí pomocí APU (angl. auxiliary power unit), což je pomocná jednotka, menší motor v zadní části letadla, který obsahuje kompresor, spalovací komoru a turbínu. Při startování se stlačený vzduch od kompresoru APU vede na vzduchový startér (malá turbína) připojený na převodovku (skříň pohonu), pomocí které roztáčí hřidel/hřídele motoru. Při určitých otáčkách N1 (dáno konstrukcí) se do spalovací komory vstřikuje pomocí trysek palivo a pomocí el. zapalovačů dojde k jeho zapálení. Motor pokračuje s akcelerací do volnoběžných otáček. Přívod vzduchu na vzduchový startér se v určité fázi startování zavírá.
Některé moderní dvouproudové letouny, jako třeba Boeing 787, využívají tzv. VFSG systému (angl. variable frequency starter-generator), kdy APU generuje el. energii, ta je vedením přivedena na elektromotor. Elektromotor roztočí hřídel motoru (funguje tedy jako startér), následně se do spalovací komory vstřikuje palivo a zapálí se. Po roztočení motoru do volnoběhu se elektromotor přepne a slouží jako elektrický generátor stejně jako u klasického letadla. 

## Historie
První proudové motory byly velmi neefektivní co se týče spotřeby paliva a jejich celkový tlakový poměr a teplota vstupních plynů turbíny byly velmi omezené technologií dostupnou v té době. První dvouproudový motor navrhl mezi lety 1939 a 1941 Archip Michajlovič Ljulka[zdroj?] a 22. dubna 1941 jej také patentoval.[zdroj?] První dvouproudový motor v provozu byl německý Daimler-Benz DB 670 (označený německým ministerstvem letectví jako 109-007), který byl poprvé testován dne 1. dubna 1943. Ve Spojeném království byl proudový motor s axiálním kompresorem Metropolitan-Vickers F.2 dodatečně vybaven dmychadlem, čímž se stal prvním britským dvouproudovým motorem. V 80. letech 20. století se stal dvouproudový motor základní pohonnou jednotkou u všech velkých letadel.

## Dělení

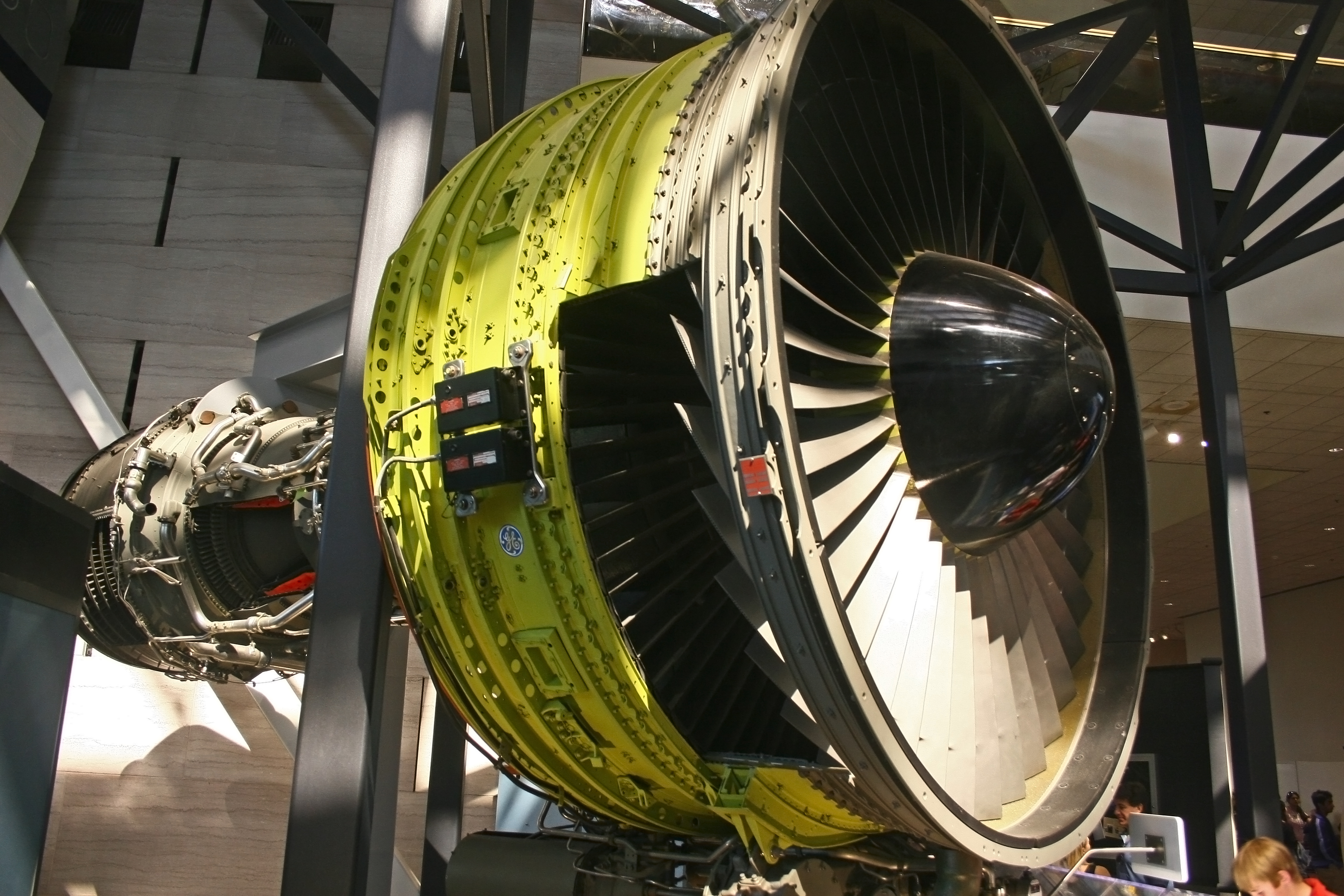
General Electric CF6 s velkým obtokovým poměrem našel uplatnění v letounech Airbus A300, Boeing 747 nebo Douglas DC-10

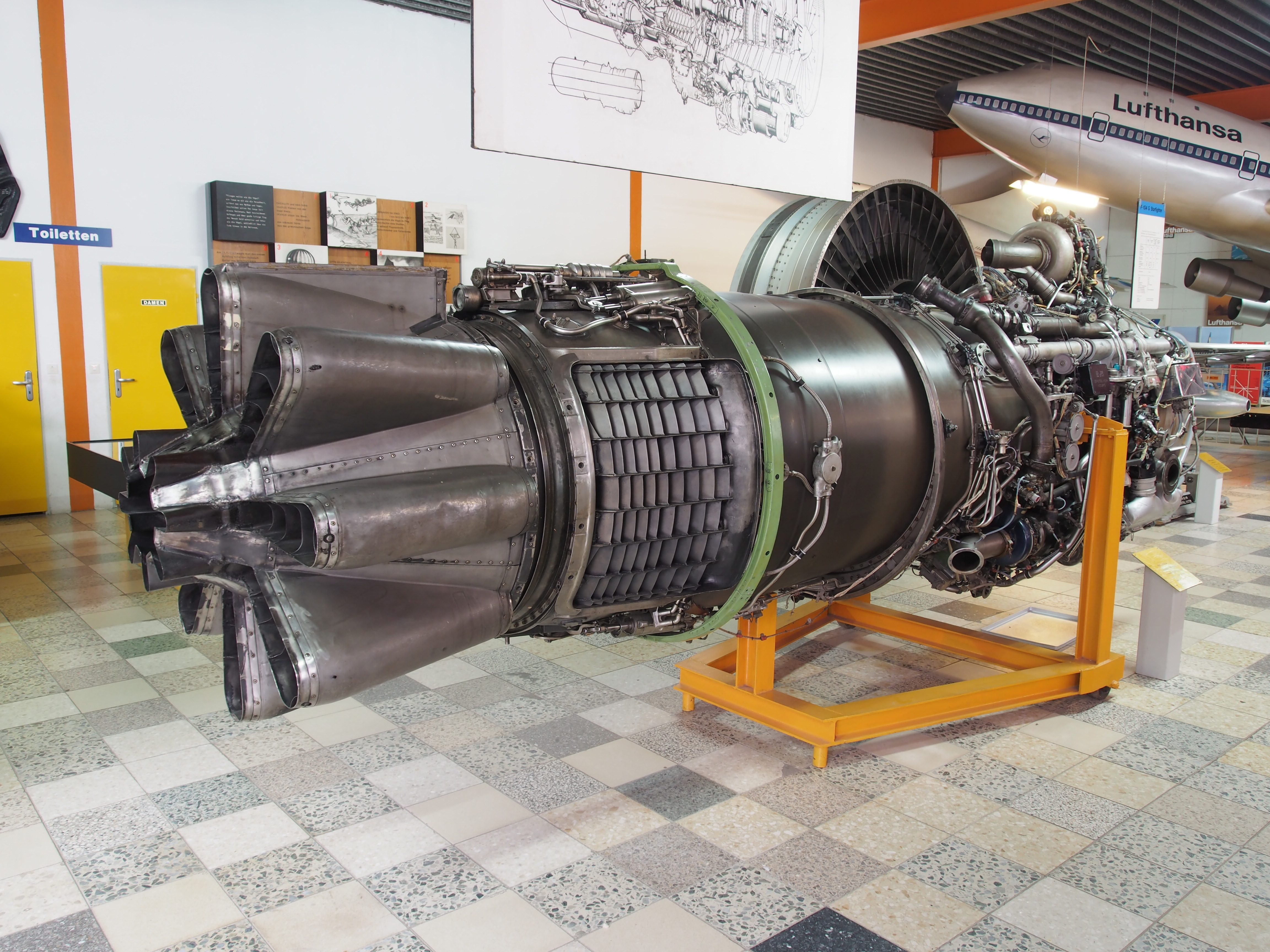
Rolls-Royce Conway s malým obtokovým poměrem, tento je z letounu Boeing 707

### Základní
- s velkým obtokovým poměrem
- s malým obtokovým poměrem

### Jiné
- s celkovým obtokem
- s částečným předním obtokem (dnes nejrozšířenější u dopravních letadel)
- s částečným zadním obtokem

### Podle výstupního proudu
- s oddělenými proudy (obvykle s velkým obt. poměrem)
- s mísením proudů před hlavní tryskou (obvykle s malým obt. poměrem)

## Galerie

Schéma s celkovým obtokem a malým obtokovým poměrem.
Schéma s částečným předním obtokem a velkým obtokovým poměrem.